# Hexaglandula mutabilis
Hexaglandula mutabilis es una especie de acantocéfalo del género Hexaglandula, familia Polymorphidae. Fue descrita inicialmente por Rudolphi en 1819 dentro del género Echinorhynchus, luego fue transferida al género Polymorphus por Travassos en 1926, para ser finalmente transferida al género Hexaglandula por Petrochenko en 1958.